# Pseudolimnophila frugi
Pseudolimnophila frugi är en tvåvingeart som först beskrevs av Ernst Evald Bergroth 1888.  Pseudolimnophila frugi ingår i släktet Pseudolimnophila och familjen småharkrankar. Inga underarter finns listade i Catalogue of Life.